# Brug 2345
Brug 2345 is een bouwkundig kunstwerk in Amsterdam-Noord. 
Deze vaste brug is sinds 2004 gelegen over een soort insteekhaven van wat in de jaren vijftig van de 20e eeuw het Kanaal om de Noord had moeten worden. In 2004 werd rondom dat haventje het Tuinpark Buikslotermeer (Volkstuinenpark Buikslotermeer) geopend. Over de brede waterweg werd een voetbrug gebouwd, naar model van meerdere bruggen in de buurt. Omdat ze alleen toegankelijk is voor voetgangers komend en gaand over een onverhard pad, kon een relatief smalle brug (circa 3 meter) worden neergelegd, de overspanning is circa 43 meter. Hoe smal ook, ze heeft een beveiliging die de overspanning aangeeft, maar ook versmalt. 
Aan beide uiteinden van de brug liggen twee toegangen tot het volkstuinencomplex middels de twee ophaalbruggetjes brug 2332 en brug 2333.

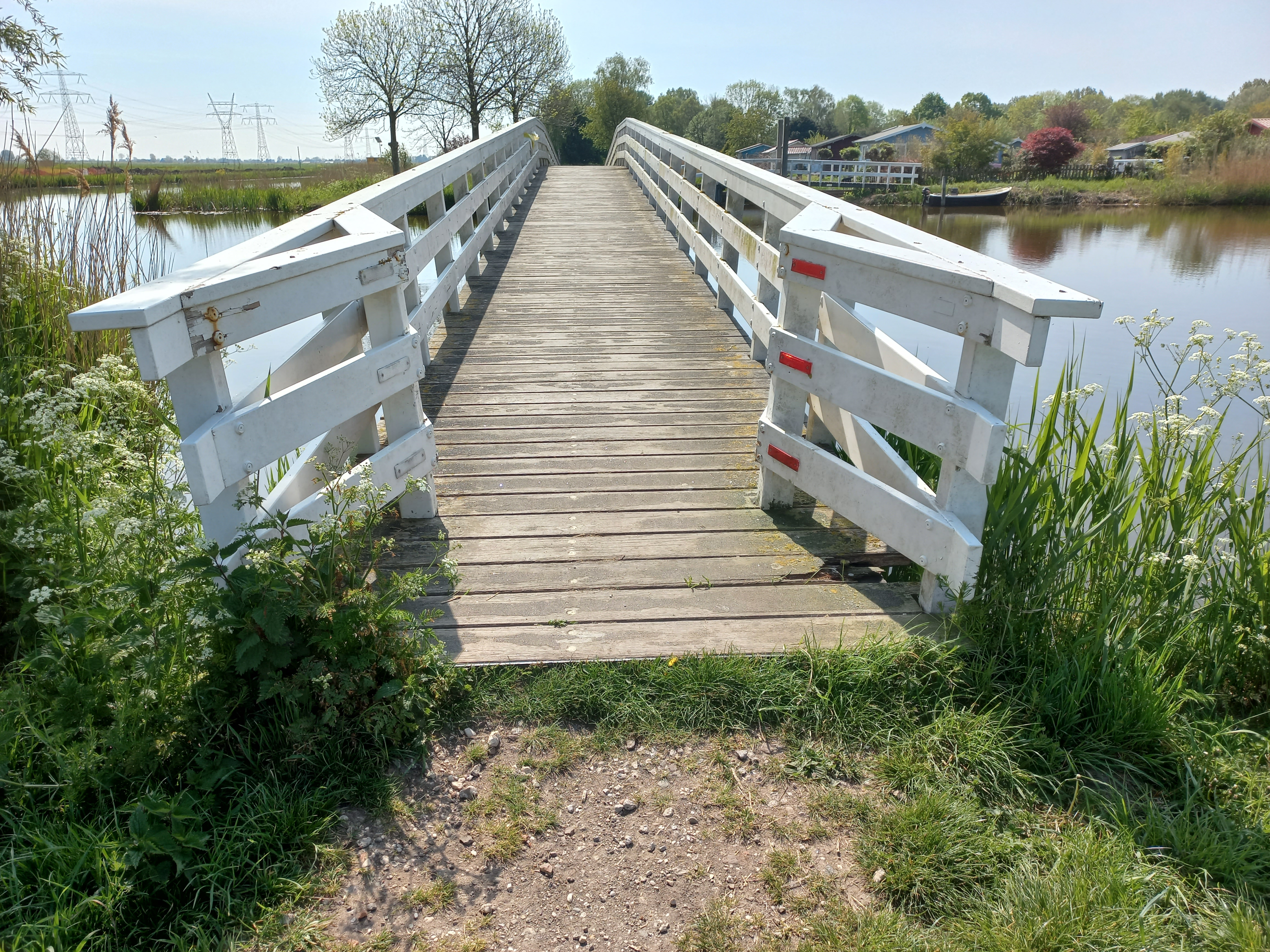
Brug met beveiliging (mei 2022)